# Пікуш Олександра Аврамівна
Олександра Аврамівна Пікуш (10 травня 1921, Петриківка — 27 березня 1968, Петриківка) — українська художниця, майстриня петриківського розпису.

## Життєпис
У 1941 році закінчила Петриківську школу декоративного малювання, де її вчителькою була відома майстриня Тетяна Пата. З 1958 року працювала на Фабриці петриківського розпису «Дружба».
Твори майстрині зберігаються у Національному музеї українського народного декоративного мистецтва (м. Київ), Дніпропетровському художньому музеї (м. Дніпро) і Дніпропетровському історичному музеї імені Дмитра Яворницького (м. Дніпро).

## Літературні джерела
- Словник художників України. Київ: ГРУРЕ, 1973.
- Петриківка: Альбом репродукцій. — Дніпропетровськ: Дніпрокнига, 2001 (перевидання 2004). — 216 с.
- Петриківський розпис: Книга-альбом / упорядник О. І. Шестакова. — Київ: Мистецтво, 2016 (2015). — 240 с.